# Diteggiatura
In musica, la diteggiatura è la scelta e l'indicazione di quali dita e di quali posizioni della mano vadano utilizzate per suonare un certo brano su un certo strumento.

## Pianoforte e strumenti a tastiera
Nello spartito per pianoforte è indicata scrivendo dei numeri nel pentagramma direttamente sopra o sotto la nota. Le dita sulla tastiera sono indicate nel seguente modo per entrambe le mani:
- 1 corrisponde al pollice, che viene usato raramente sui tasti neri.
- 2 corrisponde all'indice
- 3 corrisponde al medio
- 4 corrisponde all'anulare
- 5 corrisponde al mignolo

La scrittura, in genere, non è continua: non tutte le note hanno un numero scritto sopra e le note senza numero vengono suonate con il dito che o si trova già sul tasto, o che più logicamente andrà a pigiare il tasto.

## Chitarra
La diteggiatura nella chitarra è indicata con numeri per la mano sinistra e lettere per la mano destra.
Mano sinistra:
- 0 indica corda suonata a vuoto, senza premere nessun tasto
- 1  corrisponde all'indice
- 2  corrisponde al medio
- 3  corrisponde all'anulare
- 4  corrisponde al mignolo

Il pollice della mano sinistra non viene usato, in quanto regge il manico dello strumento.
Lo stesso numero (quasi sempre 1) scritto per corde diverse sullo stesso tasto indica capotasto o barré.
Mano destra:
- p  corrisponde al pollice
- i  corrisponde all'indice
- m  corrisponde al medio
- a  corrisponde all'anulare

Il mignolo della mano destra non viene usato.

## Violino e viola
Per diteggiatura si intende la scelta delle dita con le quali suonare una determinata successione di note. Le diteggiature sono indicate, graficamente, da dei numeri posti sopra o sotto le note e si riferiscono alle dita della mano sinistra.
Le dita vengono numerate, ad esclusione del pollice, da 1 a 4:
- 1 corrisponde all'indice
- 2 corrisponde al medio
- 3 corrisponde all'anulare
- 4 corrisponde al mignolo

Con 0 si indicano le note che devono essere suonate come corde vuote, ovvero senza l'intervento di alcun dito.
Ad eccezione della letteratura didattica, solitamente vengono diteggiati soltanto i passaggi di posizione o alcuni passaggi particolari, per esigenze stilistiche.
David Oistrakh definì la diteggiatura “uno degli aspetti più importanti dell'arte del violino”.
Di norma, nel posizionare la mano sinistra, le dita vengono poste in modo da mantenere una distanza costante tra il primo e il quarto dito; questa distanza può essere espressa come distanza di quarta (se sulla stessa corda) oppure distanza di ottava (su due corde vicine).
La scelta di una corretta diteggiatura può semplificare aspetti complessi della tecnica violinistica, e favorire l’espressione artistica dell’interprete. La diteggiatura è costituita da una serie di principi che non devono essere considerati validi a priori ma devono essere valutati di volta in volta e adattati al brano nella sua interezza (aspetti, tecnici, stilistici) e alle esigenze dell’esecutore.  La scelta della diteggiatura adatta, quindi,deve essere compiuta in base alle necessità di fraseggio, dinamiche e ritmo e in larga parte dipende dalle intenzioni dell’interprete oltre che dalle caratteristiche del brano.
La storia della diteggiatura violinistica si è evoluta insieme all’arte del violino, andando di pari passo con lo sviluppo delle forme musicali e degli stili.
L’arricchimento della melodia e dell’armonia,  l’utilizzo dei cromatismi, l’impiego di registro acuto e sovracuto ha imposto ai violinisti di acquisire una tecnica efficace e nuove capacità espressive. Lo sviluppo di una tecnica di diteggiatura violinistica ha rappresentato uno degli aspetti cruciali e sicuramente il più rilevante per quanto riguarda la mano sinistra, nella creazione attraverso i secoli di una tecnica violinistica efficace e strutturata.
La tecnica della diteggiatura è strettamente connessa al concetto di posizione. Per comodità la tastiera del violino viene suddivisa in porzioni; quando la mano sinistra occupa una diversa porzione della tastiera suonerà in una posizione diversa. Le posizioni vengono indicate e numerate (prima posizione, seconda posizione ecc) partendo dal capotasto, procedendo lungo la tastiera,verso il ponticello. Questo concetto deve essere inteso come un’indicazione e non come un dogma, spesso capita infatti di dover suonare (per necessità tecniche o stilistiche) non in una posizione definita a cavallo tra due (o più) posizioni.
I primi esempi di diteggiatura (XVI sec)  si riferiscono spesso alle sole prime tre posizioni.
Esempio prime tre posizioni sulla corda MI
'Prima Posizione
Seconda Posizione
Terza Posizione
Rapidamente, poi, si passò ad esplorare ogni porzione della tastiera fino alle posizioni acute e sovracute.
Un aspetto importante della diteggiatura è costituito dall'uso di estensione o contrazione delle dita. Suonando in una determinata posizione si ha la possibilità di raggiungere una nota più acuta rispetto alla posizione stessa, distendendo un dito (generalmente il quarto) oppure suonare una nota più grave contraendo un dito (generalmente il primo dito).
Due esempi importanti di diteggiature basate sulle estensioni sono le ottave diteggiate e le decime.  Per entrambe queste diteggiature si richiede suonare due note (bicordo o doppie corde) e di distendere un dito in avanti mentre si contrae il secondo.
Ottave diteggiate
Decime
Furono Locatelli e Geminiani i primi a sperimentare e applicare in modo sistematico le possibilità di una diteggiatura basata sulle estensioni e sulle contrazioni.
Grazie alla straordinaria opera di Niccolò Paganini, ogni possibilità tecnica venne esplorata ed espressa.
La moderna diteggiatura violinistica è la sintesi dei processi che si sono verificati nel corso del tempo. È importante considerare che (generalmente) non esiste una corretta e una non corretta. La scelta della diteggiatura riflette una molteplicità di fattori musicali (tecnici,stilistici, interpretativi,espressivi) ma anche le caratteristiche fisico/anatomiche del singolo interprete. Così ad esempio la musica e le diteggiature necessarie ad eseguire un brano di Paganini richiederanno l’uso frequente di estensioni (ottave diteggiate e decime ad esempio); questo perché le caratteristiche fisiche del suo primo interprete prediligevano questo tipo di tecnica. D’altra parte la musica scritta da Pablo de Sarasate, violinista eccezionale e dalle mani molto piccole, raramente chiede di utilizzare diteggiature al di fuori della disposizione di quarta.
La diteggiatura della scala
Lo studio delle scale rappresenta un pilastro dello studio della tecnica violinistica. La scelta delle migliori diteggiature applicabili è stato oggetto di analisi di molti violinisti. A seconda della lunghezza della scala possono essere indicate varie possibili diteggiature.
Scala due ottave, in posizione fissa (Prima posizione):
Scale a tre ottave: 
Come mezzo espressivo la diteggiatura si colloca in un insieme di mezzi espressivi impiegati da un violista che sono determinati dall'intenzione artistica e in questo senso la tecnica non può essere considerata come separata dall’interpretazione. La qualità del suono, le arcate usate, il fraseggio, il vibrato, la diteggiatura e ogni altro aspetto tecnico devono essere determinati dall’interpretazione che si vuole ottenere.
La selezione di una specifica diteggiatura rispetto ad altre ha inoltre un significativo impatto sul timbro dello strumento; la diteggiatura può essere quindi considerata, oltre che una tecnica, anche uno strumento per conferire un determinato colore timbrico ad un passaggio. Ad ogni possibile diteggiatura corrisponde un differente risultato in termini di sfumature di timbro. 
Ogni violinista può acquisire, con il tempo e l’esperienza, le capacità tecniche e artistiche che possono permettere di creare una propria idea di diteggiatura ideale in funzione del brano scelto.

## Violoncello
Anche in questo caso le diteggiature sono indicate da dei numeri in prossimità delle note e fanno riferimento alle dita della mano sinistra.
- 0 corrisponde alla corda vuota
- 1 corrisponde all'indice
- 2 corrisponde al medio
- 3 corrisponde all'anulare
- 4 corrisponde al mignolo
- indica l'utilizzo del pollice come capotasto